# Eleições estaduais no Acre em 1994
As eleições estaduais no Acre em 1994 ocorreram em 3 de outubro, como parte das eleições em 26 estados e no Distrito Federal. Foram eleitos o governador Orleir Cameli, o vice-governador Labib Murad, os senadores Marina Silva e Nabor Júnior, além de oito deputados federais e vinte e quatro estaduais. Como nenhum candidato a governador atingiu a maioria dos votos, houve um segundo turno em 15 de novembro e conforme a Constituição e na Lei nº. 8.713, a posse ocorreria em 1º de janeiro de 1995 para um mandato de quatro anos.
Na qualidade de sucessor político da ARENA e do PDS, o PPR manteve-se como antagonista do PMDB e reverteu a vantagem inicial do senador Flaviano Melo, que buscava retornar ao governo. Apoiado pelo governador Romildo Magalhães, o empresário Orleir Cameli, com negócios na indústria madeireira, na construção civil e no transporte de combustíveis, venceu a disputa ao concentrar seus ataques em Flaviano Melo recebendo, para tanto, apoio indireto do PT, legenda que apresentou a candidatura do médico Tião Viana. A estreia do governador Orleir Cameli na vida pública aconteceu pelo extinto PDC ao ser eleito prefeito de Cruzeiro do Sul em 1992, cargo ao qual renunciou para disputar o governo.
O avanço do PT permitiu-lhe eleger Marina Silva, a primeira mulher a representar o Acre na Câmara Alta desde Laélia de Alcântara. A outra vaga ficou com o reeleito Nabor Júnior (PMDB). Na disputa pelos mandatos proporcionais, as coligações que foram ao segundo turno conquistaram todas as vagas na Câmara dos Deputados e a quase totalidade da Assembleia Legislativa do Acre.

## Resultado da eleição para governador

### Primeiro turno
Dados extraídos do Tribunal Superior Eleitoral segundo as quais houve 27.842 votos em branco (13,49%) e 9.033 votos nulos (4,38%) com os 169.518 votos nominais assim distribuídos:
| Candidatos a governador do estado | Candidatos a vice-governador | Número | Coligação                                                              | Votação | Percentual |
| --------------------------------- | ---------------------------- | ------ | ---------------------------------------------------------------------- | ------- | ---------- |
| Orleir Cameli PPR                 | Labib Murad PPR              | 11     | Frente Progressista do Acre (PPR, PP, PFL, PRP, PRN, PSC, PTRB, PTdoB) | 79.331  | 46,80%     |
| Flaviano Melo PMDB                | Ilson Ribeiro PSDB           | 15     | Frente de Libertação do Acre (PMDB, PSDB, PDT, PPS, PSD, PMN)          | 46.280  | 27,30%     |
| Tião Viana PT                     | Eduardo Farias PCdoB         | 13     | Frente Popular do Acre (PT, PCdoB, PSB, PL, PV, PSTU)                  | 41.830  | 24,67%     |
| Duarte José do Couto Neto PRONA   | Fábio Aurélio Rangel PRONA   | 56     | PRONA (sem coligação)                                                  | 2.077   | 1,23%      |
| Fontes:                           |                              |        |                                                                        |         |            |

| Município            | Orleir Cameli | %      | Flaviano Melo | %      | Tião Viana | %      | Duda do Couto | %     |
| -------------------- | ------------- | ------ | ------------- | ------ | ---------- | ------ | ------------- | ----- |
| Acrelândia           | 1.131         | 55,69% | 588           | 28,95% | 303        | 14,92% | 9             | 0,44% |
| Assis Brasil         | 818           | 52,40% | 332           | 21,27% | 392        | 25,11% | 19            | 1,22% |
| Brasiléia            | 3.193         | 58,34% | 1.049         | 19,17% | 1.167      | 21,32% | 64            | 1,17% |
| Bujari               | 1.049         | 49,39% | 630           | 29,66% | 381        | 17,94% | 24            | 3,01% |
| Capixaba             | 604           | 62,66% | 156           | 16,18% | 198        | 20,54% | 6             | 0,62% |
| Cruzeiro do Sul      | 13.956        | 71,97% | 4.458         | 22,99% | 840        | 4,33%  | 138           | 0,71% |
| Epitaciolândia       | 1.896         | 60,77% | 404           | 12,95% | 792        | 25,38% | 28            | 0,90% |
| Feijó                | 2.889         | 54,77% | 872           | 16,53% | 1.417      | 26,86% | 97            | 1,84% |
| Jordão               | 233           | 57,82% | 46            | 11,41% | 111        | 27,54% | 13            | 3,23% |
| Mâncio Lima          | 2.128         | 65,18% | 931           | 28,51% | 186        | 5,70%  | 20            | 0,61% |
| Manoel Urbano        | 743           | 49,27% | 534           | 35,41% | 208        | 13,79% | 23            | 1,53% |
| Marechal Thaumaturgo | 562           | 32,15% | 1.059         | 60,58% | 99         | 5,66%  | 28            | 1,60% |
| Plácido de Castro    | 3.373         | 53,34% | 1.580         | 24,98% | 1.301      | 20,57% | 70            | 1,11% |
| Porto Acre           | 835           | 33,43% | 977           | 39,11% | 643        | 25,74% | 43            | 1,72% |
| Porto Walter         | 521           | 36,16% | 880           | 61,07% | 21         | 1,46%  | 19            | 1,32% |
| Rio Branco           | 31.943        | 37,23% | 25.094        | 29,25% | 27.645     | 32,22% | 1.123         | 1,31% |
| Rodrigues Alves      | 1.135         | 61,55% | 653           | 35,41% | 33         | 1,79%  | 23            | 1,25% |
| Santa Rosa do Purus  | 141           | 70,15% | 36            | 17,91% | 21         | 10,45% | 3             | 1,49% |
| Sena Madureira       | 4.723         | 58,35% | 2.198         | 27,16% | 1.099      | 13,58% | 74            | 0,91% |
| Senador Guiomard     | 2.574         | 44,80% | 1.462         | 25,45% | 1.646      | 28,65% | 63            | 1,10% |
| Tarauacá             | 3.167         | 49,10% | 1.271         | 19,71% | 1.882      | 29,18% | 130           | 2,02% |
| Xapuri               | 1.717         | 40,00% | 1.070         | 24,93% | 1.445      | 33,67% | 60            | 1,40% |
| Total                | 79.331        | 46,80% | 46.280        | 27,30% | 41.830     | 24,67% | 2.077         | 1,23% |

### Segundo turno
Nesta disputa houve 1.706 votos em branco (0,92%) e 11.560 votos nulos (6,26%) com os 171.433 votos nominais assim distribuídos:
| Candidatos a governador do estado | Candidatos a vice-governador | Número | Coligação                                                              | Votação | Percentual |
| --------------------------------- | ---------------------------- | ------ | ---------------------------------------------------------------------- | ------- | ---------- |
| Orleir Cameli PPR                 | Labib Murad PPR              | 11     | Frente Progressista do Acre (PPR, PP, PFL, PRP, PRN, PSC, PTRB, PTdoB) | 91.997  | 53,66%     |
| Flaviano Melo PMDB                | Ilson Ribeiro PSDB           | 15     | Frente de Libertação do Acre (PMDB, PSDB, PDT, PPS, PSD, PMN)          | 79.436  | 46,34%     |
| Fontes:                           |                              |        |                                                                        |         |            |

## Resultado da eleição para senador
O Tribunal Superior Eleitoral não divulgou dados sobre os brancos e nulos, mas os 301.283 votos nominais foram assim distribuídos:
| Candidatos a senador da República | Candidatos a suplente de senador                                          | Número | Coligação                                                              | Votação | Percentual |
| --------------------------------- | ------------------------------------------------------------------------- | ------ | ---------------------------------------------------------------------- | ------- | ---------- |
| Marina Silva PT                   | Júlio Eduardo Pereira PV Maria Francisca Marinheiro PT                    | 132    | Frente Popular do Acre (PT, PCdoB, PSB, PL, PV, PSTU)                  | 64.436  | 21,39%     |
| Nabor Júnior PMDB                 | Armando Dantas PMDB Raimundo Lopes de Melo PDT                            | 152    | Frente de Libertação do Acre (PMDB, PSDB, PDT, PPS, PSD, PMN)          | 60.355  | 20,03%     |
| Narciso Mendes PPR                | - PPR                                                                     | 113    | Frente Progressista do Acre (PPR, PP, PFL, PRP, PRN, PSC, PTRB, PTdoB) | 55.995  | 18,58%     |
| Aluísio Bezerra PMDB              | Carlos Beyruth PMDB Gustavo Lafayete de Queiroz PMDB                      | 153    | Frente de Libertação do Acre (PMDB, PSDB, PDT, PPS, PSD, PMN)          | 53.038  | 17,60%     |
| Jorge Kalume PPR                  | - PFL                                                                     | 112    | Frente Progressista do Acre (PPR, PP, PFL, PRP, PRN, PSC, PTRB, PTdoB) | 45.633  | 15,15%     |
| José Humberto Coelho PL           | Raimundo Nonato Costa PL Jefferson Lunardelli Cogo PL                     | 222    | Frente Popular do Acre (PT, PCdoB, PSB, PL, PV, PSTU)                  | 11.921  | 3,96%      |
| José Wilkens Dias Sobrinho PRONA  | Francisca das Graças Prado Couto PRONA Ernesto Francisco dos Santos PRONA | 562    | PRONA (sem coligação)                                                  | 9.905   | 3,29%      |
| Fontes:                           |                                                                           |        |                                                                        |         |            |

## Deputados federais eleitos
São relacionados os candidatos eleitos com informações complementares da Câmara dos Deputados.

Representação eleita
  PMDB: 4
  PPR: 3
  PP: 1

| Número  | Deputados federais eleitos | Partido | Votação | Percentual | Cidade onde nasceu | Unidade federativa |
| 1101    | Carlos Airton              | PPR     | 12.780  | 7,53%      | Feijó              | Acre               |
| 1507    | Chicão Brígido             | PMDB    | 11.636  | 6,86%      | Ipixuna            | Amazonas           |
| 1110    | Célia Mendes               | PPR     | 10.894  | 6,42%      | Belém              | Pará               |
| 1505    | Mauri Sérgio               | PMDB    | 10.850  | 6,40%      | Xapuri             | Acre               |
| 3999    | João Maia                  | PP      | 7.583   | 4,47%      | Santa Branca       | São Paulo          |
| 1504    | Zila Bezerra               | PMDB    | 7.422   | 4,37%      | Rio de Janeiro     | Rio de Janeiro     |
| 1112    | Ronivon Santiago           | PPR     | 6.965   | 4,10%      | Cruzeiro do Sul    | Acre               |
| 1522    | Francisco Diógenes         | PMDB    | 5.363   | 3,16%      | Iguatu             | Ceará              |
| Fontes: |                            |         |         |            |                    |                    |

## Deputados estaduais eleitos
Representação eleita
  PPR: 8
  PMDB: 6
  PFL: 5
  PMN: 2
  PT: 2
  PCdoB: 1

| Número  | Deputados estaduais eleitos | Partido | Votação | Percentual | Cidade onde nasceu | Unidade federativa |
| 25250   | Hildebrando Pascoal         | PFL     | 7.841   | 4,67%      | Rio Branco         | Acre               |
| 11133   | César Messias               | PPR     | 4.420   | 2,63%      | Cruzeiro do Sul    | Acre               |
| 15122   | Wagner Sales                | PMDB    | 4.264   | 2,54%      | Cruzeiro do Sul    | Acre               |
| 11116   | Álvaro Romero               | PPR     | 3.690   | 2,20%      | Blumenau           | Santa Catarina     |
| 11115   | José Elson Santiago         | PPR     | 3.173   | 1,89%      | Cruzeiro do Sul    | Acre               |
| 15105   | Márcio Bittar               | PMDB    | 3.159   | 1,88%      | Franca             | São Paulo          |
| 11119   | Chico Sombra                | PPR     | 3.134   | 1,87%      | Tarauacá           | Acre               |
| 11106   | José Raimundo Bestene       | PPR     | 3.043   | 1,81%      | Brasileia          | Acre               |
| 25211   | Radir Leitão                | PFL     | 2.617   | 1,56%      | Feijó              | Acre               |
| 15108   | Elson Bezerra               | PMDB    | 2.614   | 1,56%      | Cruzeiro do Sul    | Acre               |
| 11111   | Raimundo Sales              | PPR     | 2.491   | 1,48%      | Sena Madureira     | Acre               |
| 15127   | João Correia                | PMDB    | 2.444   | 1,46%      | Cruzeiro do Sul    | Acre               |
| 11120   | Armando Salvatierra Barroso | PPR     | 2.418   | 1,44%      | Plácido de Castro  | Acre               |
| 11110   | Benedito Damasceno          | PPR     | 2.380   | 1,42%      | Tarauacá           | Acre               |
| 25202   | Hamilton de Araújo Rocha    | PFL     | 2.338   | 1,39%      | Sena Madureira     | Acre               |
| 33100   | Roberto Filho               | PMN     | 2.312   | 1,38%      | Rio Branco         | Acre               |
| 65200   | Sérgio Taboada              | PCdoB   | 2.306   | 1,37%      | Rio Branco         | Acre               |
| 15107   | Mamede Said Maia Filho      | PMDB    | 2.214   | 1,32%      | Santa Branca       | São Paulo          |
| 15130   | Tarcísio Pinheiro           | PMDB    | 2.133   | 1,27%      | Rio Branco         | Acre               |
| 25225   | Alércio Dias                | PFL     | 2.090   | 1,24%      | Joinville          | Santa Catarina     |
| 25210   | José Vieira                 | PFL     | 2.033   | 1,21%      | Sena Madureira     | Acre               |
| 13133   | Nilson Mourão               | PT      | 1.733   | 1,03%      | Tarauacá           | Acre               |
| 33199   | Sérgio Petecão              | PMN     | 1.677   | 1,00%      | Rio Branco         | Acre               |
| 13121   | Ronald Polanco              | PT      | 1.425   | 0,85%      | Brasileia          | Acre               |
| Fontes: |                             |         |         |            |                    |                    |